# Balenyà
Balenyà ist eine katalanische Gemeinde in der Provinz Barcelona im Nordosten Spaniens. Sie liegt in der Comarca Osona.

## Geographie
Die Gemeinde Balenyà grenzt an die Gemeinden El Brull, Castellcir, Centelles, Collsuspina, Malla, Seva und Tona. Die Gemeinde besteht aus zwei Siedlungskernen, Hostalets de Balenyà, dem Hauptort der Gemeinde, und Balenyà. Zwischen 1981 und 1993 lautete der offizielle Name der Gemeinde Els Hostalets de Balenyà.

## Demografie
| 1842 | 1900 | 1930 | 1950 | 1970 | 1981 | 1991 | 2001 | 2011 | 2021 |
| ---- | ---- | ---- | ---- | ---- | ---- | ---- | ---- | ---- | ---- |
| 1196 | 643  | 1072 | 1243 | 2371 | 2948 | 3231 | 3213 | 3693 | 3900 |